# Padrón
Padrón è un comune spagnolo di 8 882 abitanti situato nella comunità autonoma della Galizia a 20 km a sud-est di Santiago di Compostela nella provincia di A Coruña.
Convenzionalmente è considerata il punto di partenza dell'ultima tappa del Cammino Portoghese, percorso che da Lisbona e Porto conduce a Santiago di Compostela.

## Storia
È un'antica cittadina posta sull'estuario del fiume Ulla, che forma la ría de Aroua (le rías  sono specie di fiordi in cui il mare si addentra in profondità nel territorio alla foce di un fiume e sono caratteristici della Galizia). Nel Medio Evo era meta d'obbligo per i pellegrini di Santiago come afferma il detto popolare Quien va a Santiago e non a Padrón, o faz romería o non (chi va a Santiago e non a Padrón o fa il pellegrinaggio o non).
I pellegrini venivano qui al mare a raccogliere la conchiglia che al loro ritorno in patria avrebbe dimostrato la loro effettiva partecipazione al pellegrinaggio; per questo motivo la conchiglia divenne il simbolo dei pellegrinaggi (romerías) e dei relativi percorsi (caminos). Secondo la tradizione fu proprio a Padrón che arrivò la barca che portava il corpo e la testa di San Giacomo decapitato da Erode Agrippa a Gerusalemme nel 44. I due discepoli Teodoro e Atanasio si sarebbero inoltrati fino all'attuale Santiago dove avrebbero dato sepoltura ai resti di San Giacomo, la cui tomba fu poi dimenticata e riscoperta nell'anno 813 grazie ad una stella che ne avrebbe indicato il luogo in un campo (campus stellae diventato Compostela). La barca sarebbe stata fermata da una grossa pietra (pedron) da cui deriva il nome Padrón.
Padrón fu fondata dai Romani e le diedero il nome Iria Flavia allorché Flavio Vespasiano vi installò i suoi veterani, secondo la consuetudine di congedare i legionari dal servizio militare attribuendo a loro un appezzamento di terreno delle centuriazioni dei territori conquistati.
Attualmente c'è una proposta per restituire questo nome alla città, che nel periodo romano era un importante centro situato sulla strada che univa Braga ad Astorga. Ai romani seguirono i Visigoti. Fu sede episcopale nel Medio Evo fino a quando Alfonso II la trasferì a Santiago dopo il rinvenimento della tomba di San Giacomo e l'inizio dei pellegrinaggi.

## Monumenti e luoghi d'interesse
Fra i monumenti da notare:
- Igrexa Santa Maria de Iria Flavia, antica chiesa romanica dell'XI secolo, con le tombe di 28 vescovi: di fronte alla chiesa c'è il Museo De Arte Sacro de Iria Flavia con resti archeologici di epoca paleocristiana e visigota (secoli I-IX) e oggetti di arte sacra
- Igrexa de Santiago Apóstolo, dove, secondo la tradizione,  la barca che portava il corpo dell'apostolo Giacomo il maggiore, martirizzato a Gerusalemme, attraccò nel fiume Sar e fu legata ad una pietra, o pedrón, il quale diede nome al nuovo villaggio
- Il Convento do Carme, con alla base la Fonte
- Il Ponte di Santiago sul fiume Sar
- La Casa Museo Rosalía de Castro è la casa di granito rustico dove visse la poetessa Rosalía de Castro col marito, lo storico Manuel Martínez Murguía (1833-1923) : vi sono i mobili originari, le prime edizioni delle opere dei due coniugi e la loro biblioteca

- A 4 km a nord si trova la chiesa meta di pellegrinaggi di Igrexa da Nosa Señora da Escravitude.

Diverse località interessanti si trovano sulle rive della ría de Arosa, fra cui :
- Riango, porto di pesca e piccolo centro marittimo
- El Grove, stazione balneare e di miticoltura, unito con un ponte alla verde isola La Toja, il più importante e noto centro balneare della Galizia con una stazione termale che sfrutta le sorgenti di acque radioattive clorure, bromure-sodiche e ferruginose
- Il Monasterio de Vista Alegre, fondato nel 1648 con l'aspetto di un castello quadrato a torri
- Noia, cittadina medioevale e centro di lavorazione del cuoio

## Galleria d'immagini

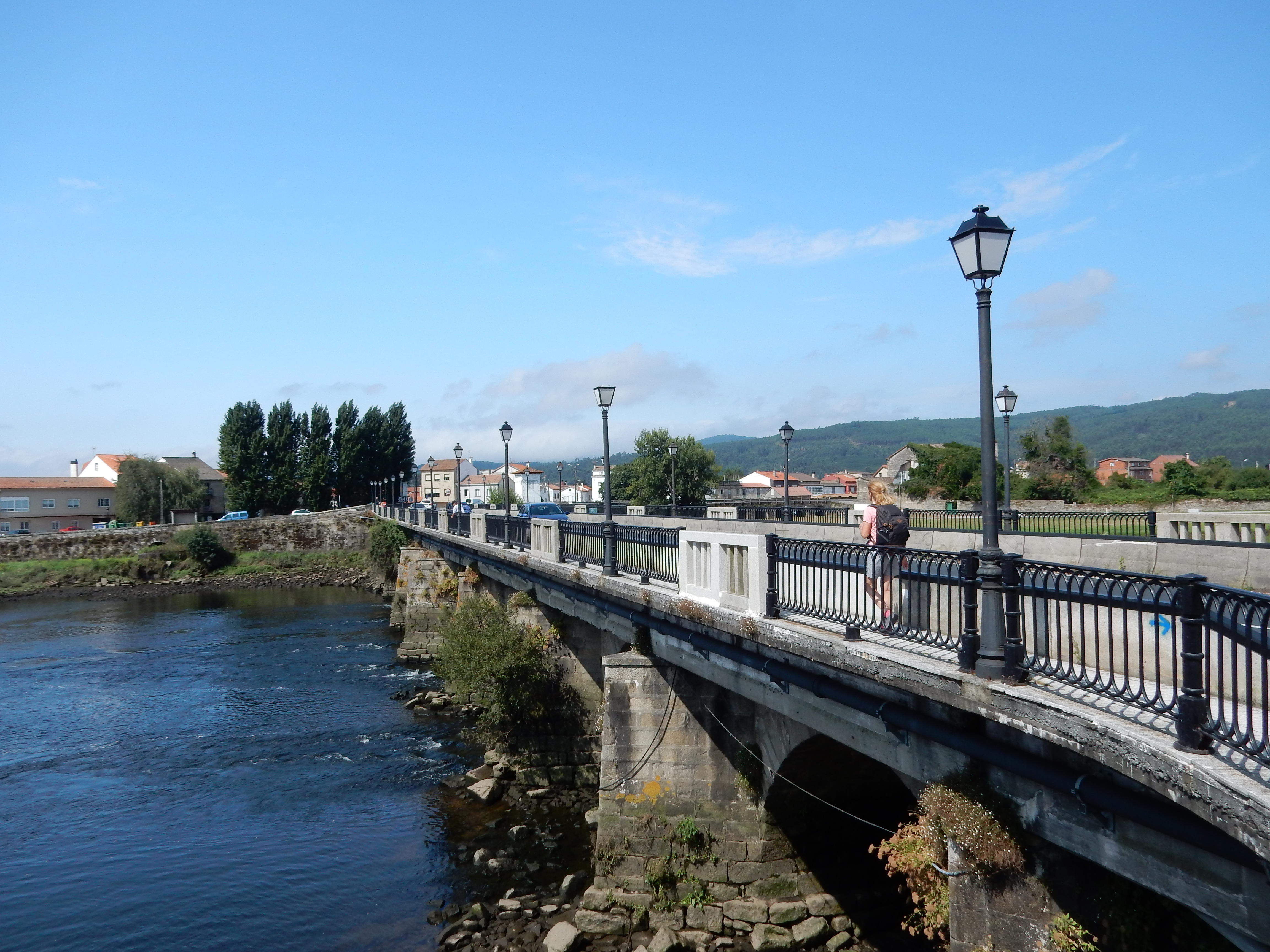
Ponte de Santiago
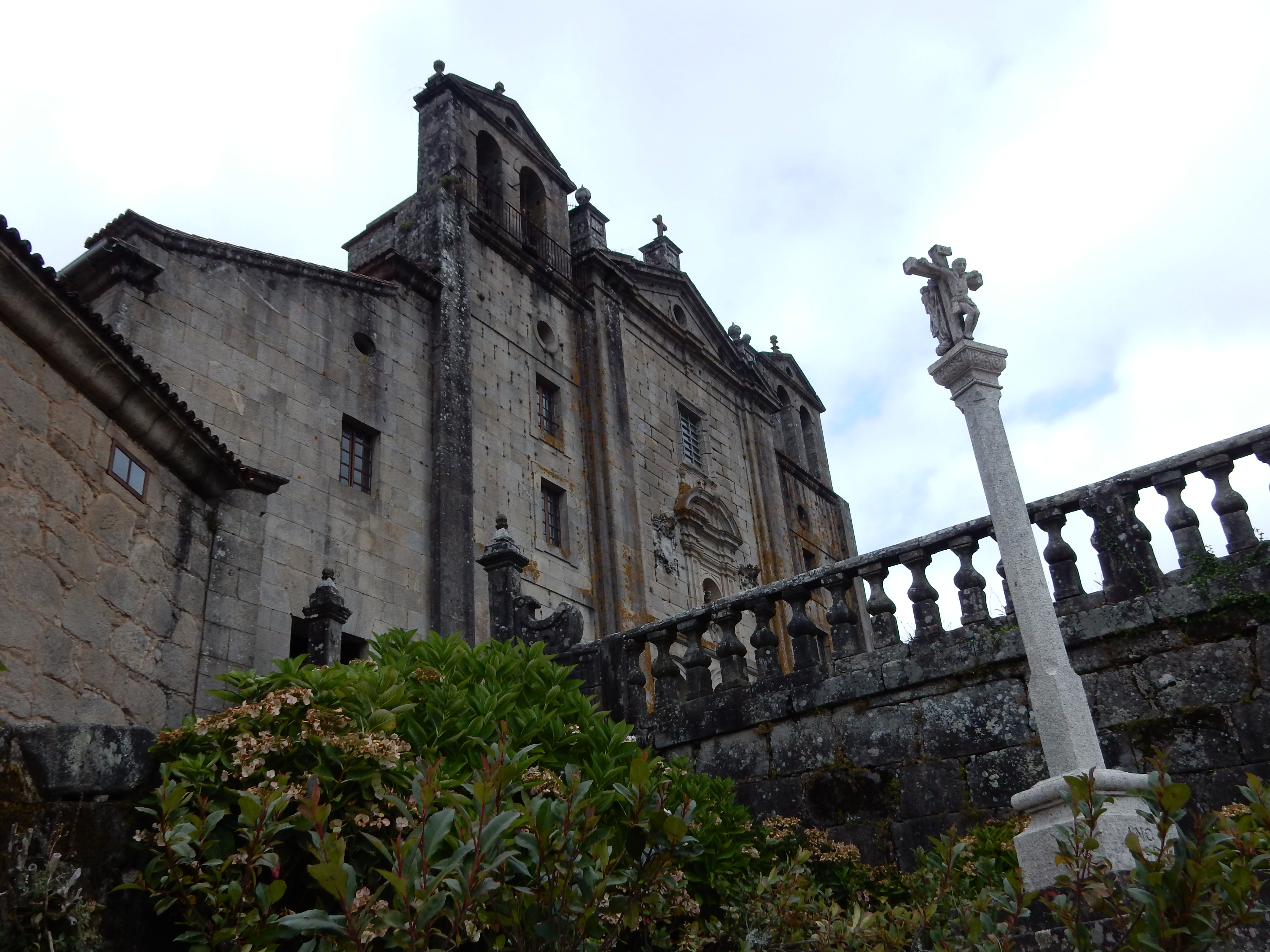
Convento del Carmen
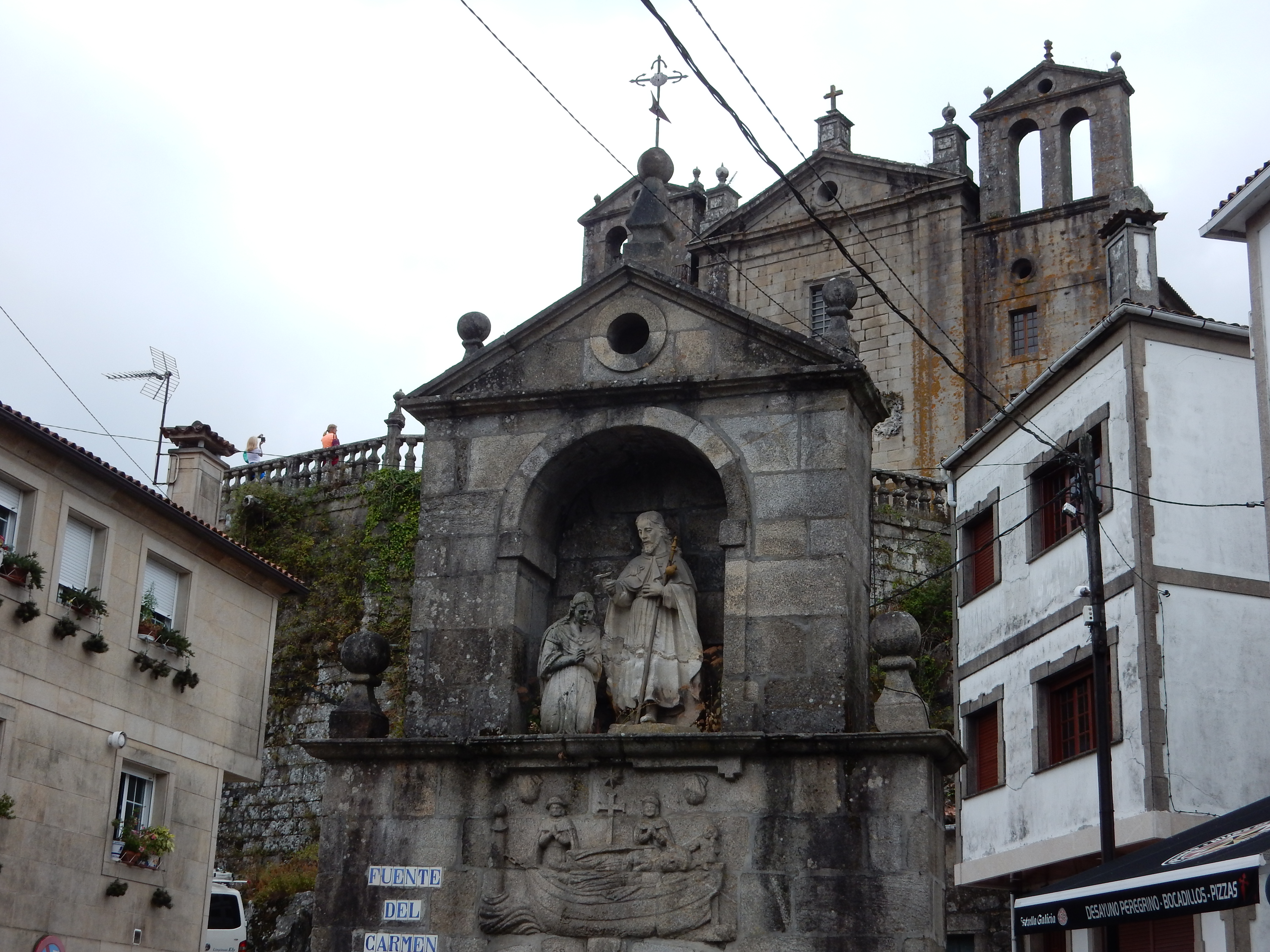
Fuente del Carmen
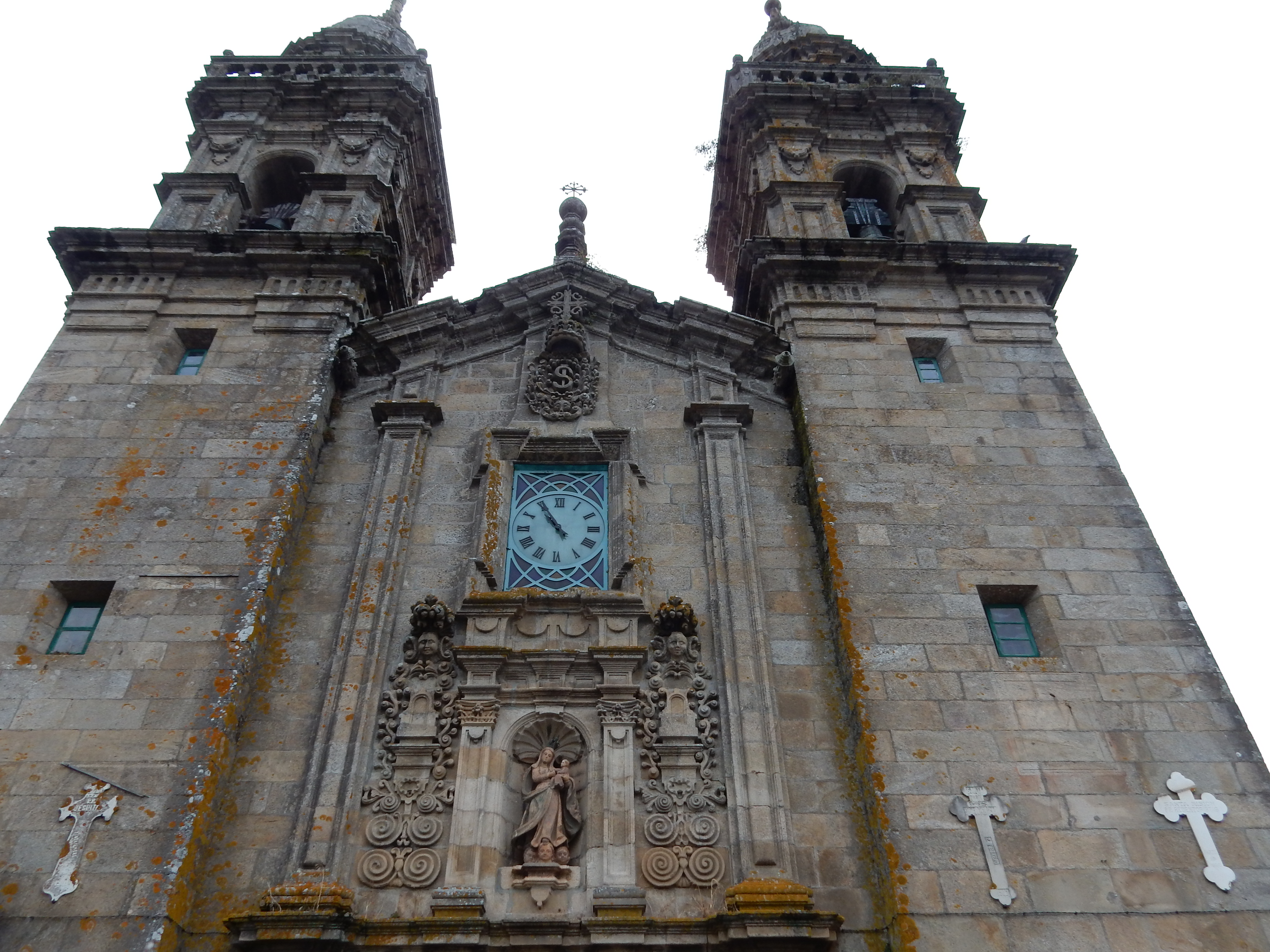
Facciata Convento Escravitude
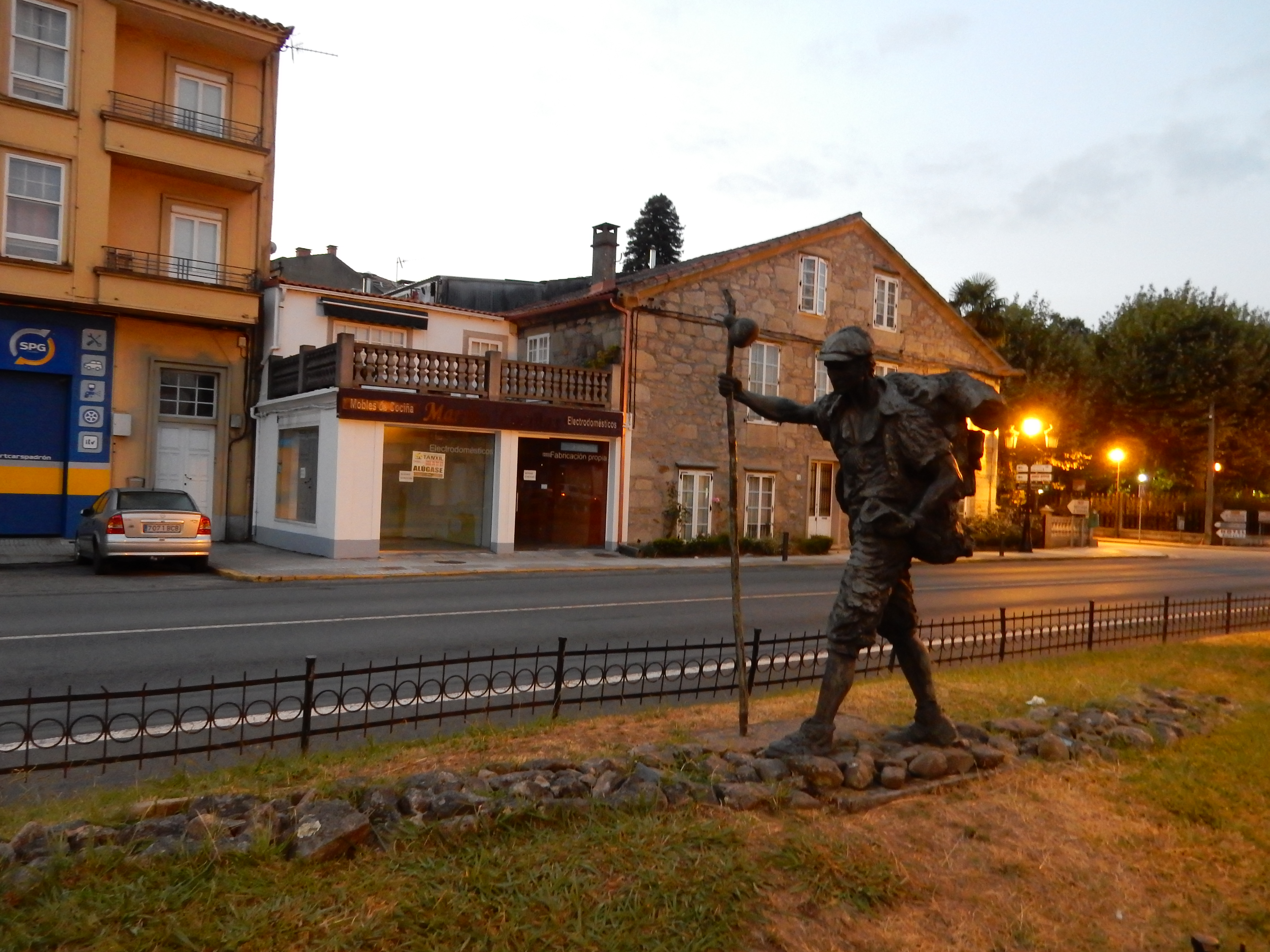
Il Pellegrino sulla via di Santiago

## Cultura

### Cucina
La città ha dato il nome a una varietà di piccoli peperoni (pimientos de Padrón) che vengono mangiati fritti come tapas in tutta Spagna.